# Vuurtoren van Tévennec
De Vuurtoren van Tévennec is een vuurtoren tussen het Île de Sein en het Pointe du Raz aan de westkust van Finistère (Bretagne). Met de bouw van de vuurtoren werd in 1870 begonnen en hij werd in gebruik genomen in 1874. De toren kwam er op enkele kilometers van de Vuurtoren van la Vieille op het eiland Gorlebella. Samen moeten ze de gevaarlijke zeestraat van Raz de Sein beveiligen.
De toren werd al in 1910 geautomatiseerd. Wel dertien vuurtorenwachters zouden ontslag hebben genomen wegens de slechte leefomstandigheden op de vuurtoren. Volgens sommigen spookte het er.